# Tuerta collectiora
Tuerta collectiora là một loài bướm đêm trong họ Noctuidae.